# Türkenfeld
Türkenfeld là một đô thị thuộc huyện Fürstenfeldbruck trong bang Bayern nước Đức. Đô thị Türkenfeld có diện tích 15,95 km², dân số thời điểm 31 tháng 12 năm 2006 là 3462 người.
Türkenfeld có cự ly khoảng 14 km về phía tây bắc Fürstenfeldbruck và 37 km về phía tây Munich. Đô thị này đã hợp nhất các cộng đồng Burgholz, Klotzau, Türkenfeld, Peutenmühle, Pleitmannswang, Zankenhausen.